# Litania do Matki Boskiej Piekarskiej
Litania do Matki Boskiej Piekarskiej – litania odmawiana w Kościele katolickim, przede wszystkim na Górnym Śląsku, przez czcicieli Matki Boskiej Piekarskiej.
Litania piekarska w kościołach archidiecezji katowickiej zastępuje w szczególnych okolicznościach, jak pielgrzymki stanowe do Piekar Śląskich, litanię loretańską podczas nabożeństw popołudniowych. Jest też odmawiana w świątyniach pw. Matki Boskiej Piekarskiej. W pierwszej jej części wierni odpowiadają na wezwanie prowadzącego Módl się za nami!, w drugiej zaś części Prosimy Cię, Matko! Szczególnym wezwaniem znajdującym się w litanii jest określenie Maryi jako Matki sprawiedliwości i miłości społecznej. W wezwaniach partykularnych znajdują się m.in. prośby za Śląsk i Polskę, rodziny i o godne życie. Tekst litanii opublikowany został w tzw. Agendzie katowickiej.